# Obłoki iryzujące

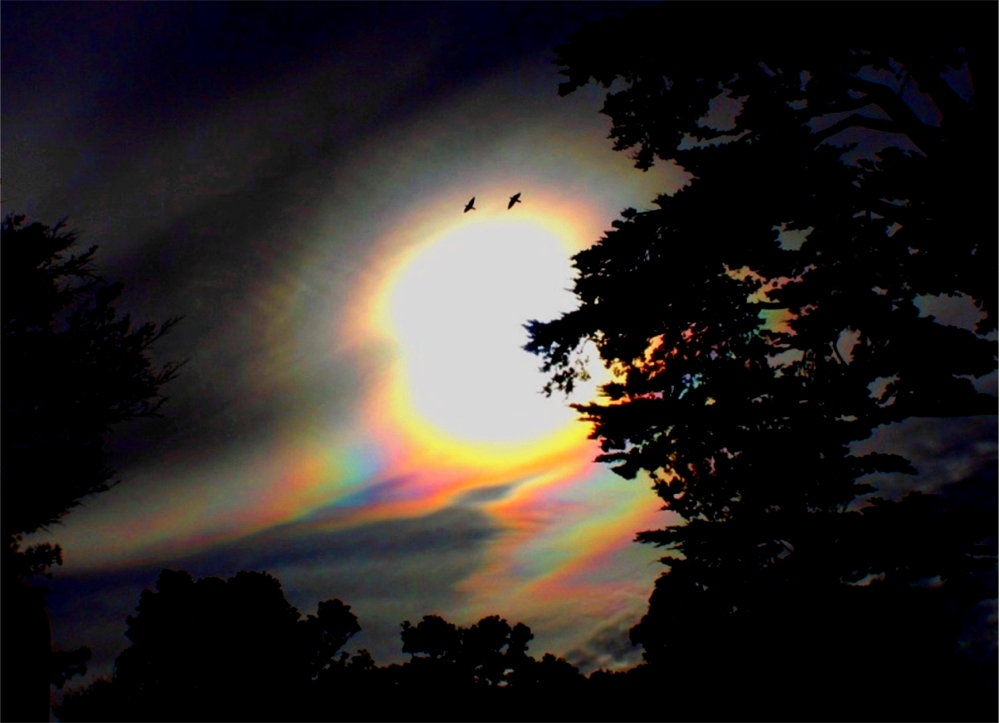
Chmura iryzująca

Obłoki iryzujące – cienkie chmury o kształcie soczewkowatym, wykazujące bardzo silną iryzację. Występują na wysokości ok. 20–30 km.
Obserwowane są bardzo rzadko (głównie zimą), niedługo po zachodzie słońca, w krajach skandynawskich oraz w Szkocji i na Alasce.